# Walpole (Massachusetts)
Walpole es un pueblo ubicado en el condado de Norfolk en el estado estadounidense de Massachusetts. En el Censo de 2010 tenía una población de 24.070 habitantes y una densidad poblacional de 441,39 personas por km².

## Geografía
Walpole se encuentra ubicado en las coordenadas 42°8′47″N 71°15′20″O / 42.14639, -71.25556. Según la Oficina del Censo de los Estados Unidos, Walpole tiene una superficie total de 54.53 km², de la cual 52.93 km² corresponden a tierra firme y (2.94%) 1.6 km² es agua.

## Demografía
Según el censo de 2010, había 24.070 personas residiendo en Walpole. La densidad de población era de 441,39 hab./km². De los 24.070 habitantes, Walpole estaba compuesto por el 92.62% blancos, el 2.51% eran afroamericanos, el 0.12% eran amerindios, el 3.01% eran asiáticos, el 0% eran isleños del Pacífico, el 0.76% eran de otras razas y el 0.98% pertenecían a dos o más razas. Del total de la población el 2.7% eran hispanos o latinos de cualquier raza.